# Bracon rufipedalis
Bracon rufipedalis är en stekelart som beskrevs av Roy D. Shenefelt 1978. Bracon rufipedalis ingår i släktet Bracon och familjen bracksteklar. Inga underarter finns listade.